# Ліньфень
Ліньфень (кит. спр. 临汾市, піньїнь: Línfén Shì) — місто-округ в центральнокитайській провінції Шаньсі. 

## Географія
Ліньфень розташовується у південній частині провінції.

### Клімат
Місто знаходиться у зоні, котра характеризується вологим континентальним кліматом зі спекотним літом. Найтепліший місяць — липень із середньою температурою 27.2 °C (81 °F). Найхолодніший місяць — січень, із середньою температурою -4.4 °С (24 °F).
| Клімат Ліньфеня         | Клімат Ліньфеня | Клімат Ліньфеня | Клімат Ліньфеня | Клімат Ліньфеня | Клімат Ліньфеня | Клімат Ліньфеня | Клімат Ліньфеня | Клімат Ліньфеня | Клімат Ліньфеня | Клімат Ліньфеня | Клімат Ліньфеня | Клімат Ліньфеня | Клімат Ліньфеня |
| Показник                | Січ.            | Лют.            | Бер.            | Квіт.           | Трав.           | Черв.           | Лип.            | Серп.           | Вер.            | Жовт.           | Лист.           | Груд.           | Рік             |
| Абсолютний максимум, °C | 12              | 21              | 32              | 33              | 37              | 40              | 37              | 38              | 33              | 31              | 21              | 12              | 40              |
| Середній максимум, °C   | 2               | 8               | 15              | 22              | 26              | 31              | 32              | 30              | 26              | 20              | 11              | 5               | 19              |
| Середня температура, °C | −4              | 1               | 8               | 14              | 19              | 24              | 26              | 25              | 19              | 13              | 5               | −1              | 12              |
| Середній мінімум, °C    | −11             | −6              | 1               | 7               | 12              | 18              | 21              | 20              | 13              | 6               | −1              | −7              | 6               |
| Абсолютний мінімум, °C  | −23             | −18             | −13             | −6              | 3               | 10              | 13              | 11              | 1               | −3              | −12             | −16             | −23             |
| Норма опадів, мм        | 0               | 0               | 10              | 40              | 40              | 50              | 110             | 90              | 10              | 20              | 0               | 0               | 410             |
| Днів з дощем            | 3               | 1               | 2               | 7               | 6               | 5               | 10              | 8               | 1               | 2               | 0               | 1               | 51              |
| Вологість повітря, %    | 46              | 47              | 53              | 50              | 51              | 53              | 69              | 73              | 64              | 65              | 67              | 56              | 58              |
| ----------------------- | --------------- | --------------- | --------------- | --------------- | --------------- | --------------- | --------------- | --------------- | --------------- | --------------- | --------------- | --------------- | --------------- |
| Джерело: Weatherbase    |                 |                 |                 |                 |                 |                 |                 |                 |                 |                 |                 |                 |                 |